# Bruchophagus indigoferae
Bruchophagus indigoferae är en stekelart som först beskrevs av Jean Risbec 1951.  Bruchophagus indigoferae ingår i släktet Bruchophagus och familjen kragglanssteklar. Inga underarter finns listade.